# El signo del gorrión
El signo del gorrión fue una revista literaria española, publicada entre 1993 y 2003. Tenía una periodicidad cuatrimestral.

## Promotores
La publicación nació por iniciativa de un grupo de escritores y poetas (Miguel Casado, Olvido García Valdés, Luis Marigómez, Gustavo Martín Garzo, Carlos Ortega, Esperanza Ortega, Ildefonso Rodríguez, Tomás Salvador González y Miguel Suárez) que vivían en distintas localidades de Castilla y León (en concreto, Arenas de San Pedro, Valladolid y León, sedes de la revista, que se imprimía en esta última). Además, tuvieron el apoyo y asesoramiento del poeta salmantino José-Miguel Ullán.

## Colaboradores
Además de los miembros fundadores y de José-Miguel Ullán (quien también colaboró como ilustrador en la revista), en El signo del gorrión publicaron sus obras numerosos escritores. Ana Isabel Conejo lo hizo con el seudónimo de Ana Isabel Umbral y también participaron Julia Piera, Chus Pato, Miguel Morey, Yaiza Martínez, Federico de Arce, Angélica Tanarro, Jorge González Aranguren, Teresa Shaw, Luis Santana Fernández y Xaviel Vilareyo, entre otros.

## Publicación conmemorativa
En 2023, coordinado por Luis Marigómez, se publicó un libro conmemorativo titulado Travesía de 'El signo del gorrión' (editorial Eolas), que incluía una antología de textos de los autores citados.